# ماروین دیوپ
ماروین دیوپ (انگلیسی: Marvin Diop؛ زادهٔ ۸ اوت ۱۹۹۲) بازیکن فوتبال اهل فرانسه است.
از باشگاه‌هایی که در آن بازی کرده‌است می‌توان به باشگاه فوتبال آژاکسیو اشاره کرد.